# Africká federace zelených stran
Africká federace zelených stran (v angličtině Federation of Green Parties of Africa, zkráceně AGF) je federace politických stran a politických hnutí orientovaných na prosazování zelené politiky z oblasti Afriky. Je jednou ze čtyř organizací sdružených v Globálních zelených. 